# Paul Niel
Paul Niel ist ein österreichischer Investor, Expeditionsleiter, Abenteurer und Vortragsredner. Er hat mehr als 15 Expedition auf allen Kontinenten organisiert.
Im Jahr 2013 bestieg Niel innerhalb von 24 Stunden den Mount Everest und Lhotse, den vierthöchsten Gipfel der Welt. Des Weiteren hat er die Seven Summits bestiegen.

## Leben
Niel schloss sein Studium der Statistik an der Universität Wien ab. Er startete seine Karriere bei JPMorgan und Goldman Sachs. 2013 gründete er Lhotse Consult, eine auf alternative Investments spezialisierte Investmentberatung.
Niel wurde 2014 für das Graduate Studies Program an der Singularity University ausgewählt.
Im Jahr 2002 erhielt er den österreichischen Förderpreis von der Österreichischen Statistischen Gesellschaft.

## Expeditionen
Seven Summits
Zwischen 2005 und 2012 bestieg Niel den Kilimandscharo (Afrika), den Elbrus (Europa), die Carstensz-Pyramide (Ozeanien), den Aconcagua (Südamerika) und den Mount Vinson (Antarktis).
Im Jahr 2013 erreichte Niel innerhalb von 24 Stunden  den Gipfel des Mount Everest (8850 m) und des Lhotse (8510 m), des höchsten und des vierthöchsten Berges der Welt. Im selben Jahr bestieg er auch den Denali in Nordamerika und schloss damit das Projekt Seven-Summits ab.
Osttibet
Im Jahr 2015 organisierte Niel eine internationale Expedition der die erfolgreiche Erstbesteigung des 5632 m hohen Dechok Phodrang im Gangga Massiv in Osttibet gelang. Die Expedition war der Inhalt der Filmdokumentation Tibetan Dreams, die von Niel mitproduziert wurde. Der Film wurde erfolgreich am Mountainfilm Fest Graz 2016 und dem Kathmandu International Film Festival gezeigt.
Education Explorers
Im Jahr 2015 initiierte Niel das Projekt Education Explorers, das sich zusammen mit der indischen Wohltätigkeitsorganisation Educate Girls mit dem Zugang von Mädchen zu Bildung in Indien befasste. Niel zusammen mit einem Team aus Hongkong und Chile durchquerte Indien in einer Autorikscha und sammelten mehr als 500.000 HKD an Spenden. Der Dokumentarfilm, den Niel zusammen mit Tom Boarder produzierte, wurde mit dem Award of Excellence des Hollywood Independent International Documentary Festival 2018 ausgezeichnet.
Expedition Round the Island
Im Frühjahr 2017 gelang Niel und seiner Frau die erste erfolgreiche Coasteering-Expedition rund um die Insel Hongkong. Die Expedition machte auf die Problematik der Verschmutzung von Küstenregionen aufmerksam. Das Paar identifizierte 163 Stellen entlang der Küste Hongkongs mit signifikanter Verschmutzung. Zusätzlich wurden während der Expedition entnommene Wasserproben von der Open University of Hong Kong analysiert.
Das Paar veröffentlichte einen Dokumentarfilm mit dem Titel The Loop, der das Abenteuer und das Problem der Küstenverschmutzung behandelt. Der Film wurde im November 2019 bei Mountainfilm Graz gezeigt.
Chapman Andrews Centennial Expedition
Niel war Mitglied der Chapman Andrews Centennial Expedition 2018, die mit modernster Drohnen- und Sensortechnologie nach Fossilien in der Wüste Gobi suchte. Die Expedition wurde 2019 mit dem „Citation of Merit“ Award vom The Explorers Club ausgezeichnet.
Projekt Avenger
Im November 2021 leitete Niel ein internationales Expertenteam bei der erfolgreichen Identifizierung und Freilegung der Überreste eines Grumman TBF Avenger Flugzeuges, das während Operation Gratitude am 16. Januar 1945 abgestürzt ist.

## Verschiedenes
Niel ist in der Hongkonger Sektion des Explorers Club aktiv. Er hat mehr als 100 Länder bereist und mehr als 15 Expeditionen organisiert. Er nahm auch am Clipper Round the World Ocean Race 2013–14 für das Team Switzerland teil.
In 2019 haben Niel und seine Frau Esther zwei neue Guinness-Weltrekorde aufgestellt, indem sie die meisten UNESCO-Weltkulturerbestätten in 12 und in 24 Stunden besucht haben.

## Vorträge
Niel ist ein Vortragsredner zu Motivations- und Technologiethemen und hat auf Konferenzen in Europa und Asien gesprochen.